# Episodi di Le cose che amo di te (terza stagione)
La terza stagione della serie televisiva Le cose che amo di te è andata in onda negli Stati Uniti d'America dal 17 settembre 2004 al 20 maggio 2005 sul canale statunitense The WB.
In Italia è stata trasmessa in prima TV assoluta dal 6 settembre al 30 dicembre 2006 su Rai 2.
L'episodio 12, in chiaro, è stato censurato, mentre è stato trasmesso su Mya.
| nº | Titolo originale                                                 | Titolo italiano               | Prima TV USA      | Prima TV Italia  |
| -- | ---------------------------------------------------------------- | ----------------------------- | ----------------- | ---------------- |
| 1  | Europe Was So Much More Fun                                      | Cuori spezzati (2)            | 17 settembre 2004 | 6 settembre 2006 |
| 2  | The Longest Night of the Year                                    | Il grande dilemma             | 24 settembre 2004 |                  |
| 3  | The Not So Simple Life                                           | Musica e matrimonio           | 1º ottobre 2004   |                  |
| 4  | God Help the Mister                                              | Una scelta inderogabile       | 8 ottobre 2004    |                  |
| 5  | Split Ends                                                       | La testimonial                | 15 ottobre 2004   |                  |
| 6  | Three Little Words                                               | Le tre paroline               | 22 ottobre 2004   |                  |
| 7  | Ghost of a Chance                                                | Dammi una chance              | 29 ottobre 2004   |                  |
| 8  | Gift of the Mutton                                               | La cena del montone           | 5 novembre 2004   |                  |
| 9  | We'll Miss Gittle a Little                                       | Caccia al tesoro              | 12 novembre 2004  |                  |
| 10 | The Wedding (part 1)                                             | Il giorno delle nozze (1)     | 19 novembre 2004  |                  |
| 11 | The Wedding (part 2)                                             | Il giorno delle nozze (2)     | 15 gennaio 2005   |                  |
| 12 | How to Succeed in Business Without Really Trying to Be a Lesbian | La verità paga sempre         | 21 gennaio 2005   |                  |
| 13 | Don't Kiss The Messenger                                         | Baci sognati                  | 28 gennaio 2005   |                  |
| 14 | Sex and the Single Girls                                         | La pasticceria                | 4 febbraio 2005   |                  |
| 15 | Stupid Cupid                                                     | Stupido Cupido                | 11 febbraio 2005  |                  |
| 16 | Nobody's Perfect                                                 | Nessuno è perfetto            | 18 febbraio 2005  |                  |
| 17 | Dangerous Liaisons                                               | L'avventura di una notte      | 25 febbraio 2005  |                  |
| 18 | Girls Gone Wild                                                  | Le ragazze si scatenano       | 8 aprile 2005     |                  |
| 19 | Bad to the Scone                                                 | Un aiuto per ben              | 15 aprile 2005    |                  |
| 20 | Working Girls                                                    | Amiche in carriera            | 22 aprile 2005    |                  |
| 21 | Pranks a Lot                                                     | Scherzi inopportuni           | 29 aprile 2005    |                  |
| 22 | The Kid, the Cake, and the Chemistry                             | La reazione chimica           | 6 maggio 2005     |                  |
| 23 | My Boyfriend's Back                                              | Ritorno di fiamma (1)         | 13 maggio 2005    |                  |
| 24 | Enough is Enough                                                 | Quando è troppo, è troppo (2) | 20 maggio 2005    | 30 dicembre 2006 |